# Вероника Марс (филм)
„Вероника Марс“ (на английски: Veronica Mars) е американски нео-ноар мистъри филм от 2014 г., продуциран и режисиран от Роб Томас, който е съсценарист със Даян Ругиеро. Това е продължаващата филмова адаптация на едноименния сериал, създаден от Томас. Във филма участват Кристен Бел като едноименната героиня, Джейсън Доринг, Франсис Капра, Кристен Ритър, Пърси Дагс Трети, Тина Маджорино, Райън Хансен, Крис Лоуъл и Енрико Колантони.

## В България
В България филмът е излъчен премиерно по „Би Ти Ви Синема“ на 19 декември 2017 г. Дублажът е на студио „Медиа Линк“. Екипът се състои от:
| Озвучаващи артисти  | Яница Митева Василка Сугарева Димитър Иванчев Явор Караиванов Тодор Георгиев |
| Преводач            | Виолета Георгиева                                                            |
| Тонрежисьор         | Емил Енев                                                                    |
| Режисьор на дублажа | Мария Ангелова                                                               |